# Człowiek (album Totentanz)
Inni – czwarta płyta studyjna tarnowskiego zespołu Totentanz, wydana 12 kwietnia 2014 roku nakładem Agencji Artystycznej Arena.

## Lista utworów
1. „Walcz” – 4:20
2. „Kto” – 4:01
3. „Pytania” – 3:56
4. „Nadzieja” – 4:03
5. „Siedem godzin w tył” – 3:28
6. „Zielony ląd” – 3:45
7. „Władza” – 3:14
8. „Lepsze dni” – 3:27
9. „Uciekam” – 4:14
10. „Tylko raz” – 3:51
11. „Ostatni raz” (bonus) – 4:13

## Twórcy
- Rafał Huszno – gitara, śpiew
- Damian Gwizd – gitary
- Sebastian Mnich – perkusja
- Maciej Boryczko – gitara basowa (od marca 2014)
- Grzegorz Nosek – gitara basowa (gościnnie)